# Günther Dickel
Günther Dickel (* 5. Februar 1927 in Braunfels/Lahn; † 10. Januar 1985 in Heidelberg) war ein deutscher Rechtswissenschaftler, Rechtshistoriker und Kirchenrechtler. Er fungierte unter anderem als Professor für Rechtsgeschichte und wissenschaftlicher Leiter der Forschungsstelle Deutsches Rechtswörterbuch an der Heidelberger Akademie der Wissenschaften.

## Leben und Wirken
Der Sohn des fürstlich solms-braunfelsischen Kammerdirektors August Dickel erkrankte mit neun Jahren an Kinderlähmung, an deren Spätfolgen er sein Leben lang litt. 1946 machte er in Nordhausen Abitur, um dann Rechtswissenschaften in Göttingen und Heidelberg zu studieren. 1952 erfolgte das erste Staatsexamen. In Heidelberg begann Dickel auch seinen beruflichen Werdegang. Ab 1953 wirkte er hier als Mitarbeiter des Deutschen Rechtswörterbuchs (DRW). 1960 erfolgte die Promotion bei Siegfried Reicke mit einer Arbeit über die Geschichte der juristischen Fakultät und 1965 die Habilitation mit einer verfassungsgeschichtlichen Schrift über die Vergabung von Laienherrenpfründen. Daneben wirkte er als Mitbearbeiter der „Pfälzischen Weistümer“.
1969 folgte Dickel einem Ruf an die Universität Bielefeld, um dort als wissenschaftlicher Rat und Professor für Rechtsgeschichte zu wirken, wo er jedoch nur kurze Zeit verblieb. Im September 1971 übernahm er die wissenschaftliche Leitung des Deutschen Rechtswörterbuchs, bei dessen Modernisierung und Umstrukturierung er maßgeblich mitwirkte. Die DRW-Bände VII und VIII entstanden in weiten Teilen unter seiner Verantwortung. 
1974 erhielt Dickel – gekoppelt an seine Funktion als Leiter des Rechtswörterbuchs – eine Professur für Deutsche Rechtsgeschichte, Deutsches Privatrecht und Kirchenrecht an der Heidelberger Juristischen Fakultät. 
Krankheitsbedingt musste Dickel bereits zehn Jahre später um seine Versetzung in den Ruhestand bitten, wenige Monate später, am 10. Januar 1985, verstarb er im Alter von 57 Jahren.

## Schriften (Auswahl)
- Die Heidelberger juristische Fakultät – Stufen und Wandlungen ihrer Entwicklung, Heidelberg 1961 (Dissertation 1960).
- Das kaiserliche Reservatrecht der Panisbriefe auf Laienherrenpfründen. Eine Untersuchung zur Verfassungsgeschichte des Alten Reichs und zur kirchlichen Rechtsgeschichte nach Wiener Akten. Scientia-Verlag, Aalen 1985 (Habilitationsschrift).
- (als Bearb.) Pfälzische Weistümer, bearb. unter Mitwirkung von Fritz Kiefer, Lieferungen 5 bis 7, Veröffentlichungen der Pfälzischen Gesellschaft zur Förderung der Wissenschaften, 1968/1973.